# كاتالينا غوميز
كاتالينا غوميز (بالإسبانية: Catalina Gómez Sánchez)‏ هي مذيعة أخبار وصحفية كولومبية، ولدت في 8 سبتمبر 1984 في أرمينيا في كولومبيا.